# Gastronomía de Kosovo

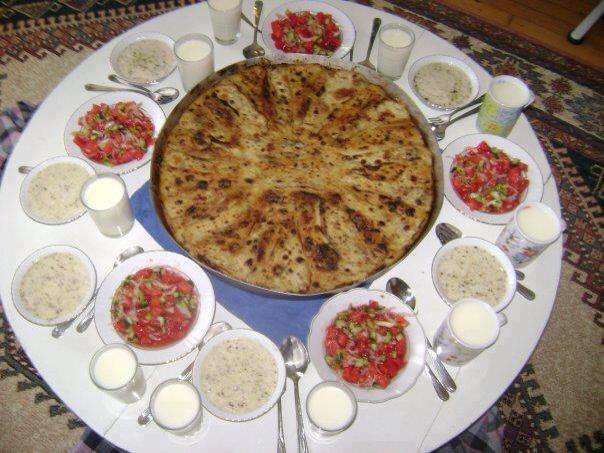
Flija un plato

La gastronomía de Kosovo está influida por los orígenes albaneses de su población mayoritaria. Situado en la encrucijada de las culturas albanesa, otomana, romana y eslava, Kosovo ha enriquecido su propia cocina adoptando y manteniendo algunas de sus tradiciones y técnicas culinarias.
La comida es un componente importante de la vida social de los kosovares, sobre todo en fiestas religiosas como Navidad, Semana Santa y Ramadán. Para las ocasiones festivas, en casi todos los hogares de Kosovo y los Balcanes se preparan tradicionalmente baklava, lokum y halva, independientemente de la etnia o la identidad cultural.
Quizá los ejemplos más destacados y tradicionales de la comida kosovar sean la Flia y el Pite, que se sirven con verduras variadas, conservas de frutas, miel y yogur. La Flia se compone de crepes de varias capas y se suele untar con nata, mientras que los Pite se rellenan con una mezcla de queso salado, carne, papas o puerro.

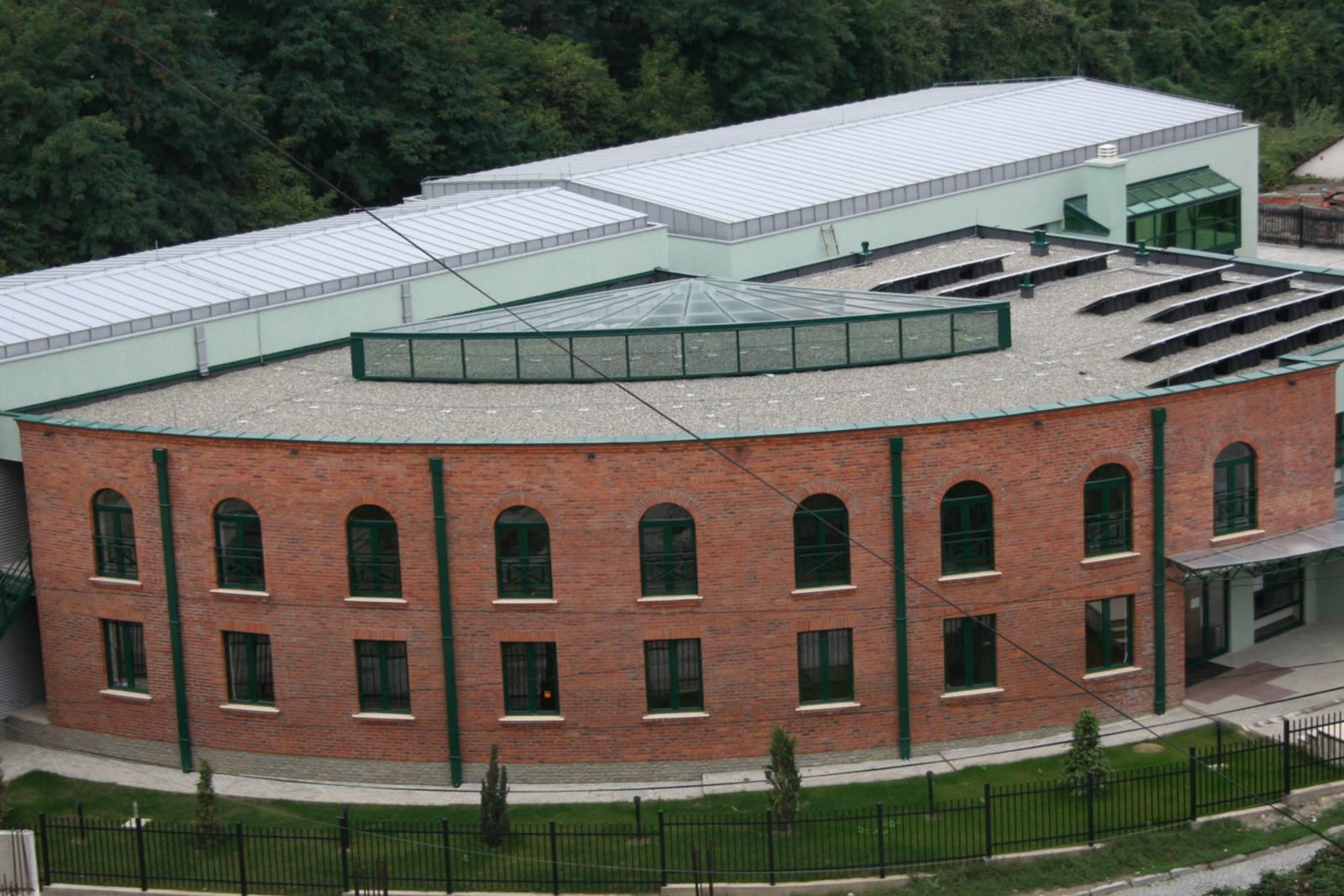
Una escuela de Música en Kosovo

La cocina de Kosovo se caracteriza por una gran variedad de frutas frescas, verduras y hierbas como la sal, la pimienta roja y negra y vegetales.
Los kosovares disfrutan de una gran variedad de productos cárnicos y pesqueros, entre los que destacan el pollo, la ternera, el kebab, el sujuk y el cordero, que se considera la carne tradicional para las ocasiones religiosas debido a sus conexiones religiosas.
El té, como el té de montaña albanés o el té negro ruso y turco, es una bebida muy consumida en todo Kosovo, sobre todo en cafés, restaurantes o en casa. El café es otra bebida popular, aunque Kosovo está impregnado de cultura y su cultura cafetera es una parte importante de la sociedad moderna.